# Wojownik sundajski
Wojownik sundajski (Nisaetus floris) – gatunek dużego ptaka z rodziny jastrzębiowatych (Accipitridae), endemiczny dla Małych Wysp Sundajskich w Archipelagu Malajskim w Indonezji. Zagrożony wyginięciem. Dawniej bywał klasyfikowany jako podgatunek wojownika indyjskiego (Nisaetus cirrhatus).

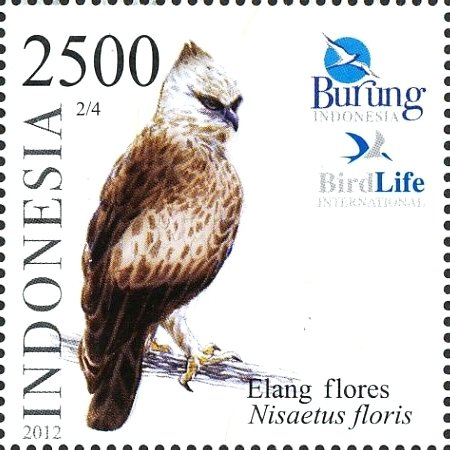
Indonezyjski znaczek z 2012 roku

TaksonomiaTakson ten formalnie opisał Ernst Hartert w 1898 roku na łamach „Novitates Zoologicae”, nadając mu nazwę Limnaëtus limnaëtus floris, a tym samym uznając go za podgatunek wojownika malajskiego. Jako miejsce typowe wskazał wyspę Flores; epitet gatunkowy floris pochodzi właśnie od nazwy tej wyspy. Hartert opisał ten takson w oparciu o dwa okazy (samce) przesłane mu przez Alfreda H. Everetta. Wcześniej, w 1866 roku, ptak ten został wspomniany i zilustrowany w książce De vogels van Nederlandsch Indië przez Hermanna Schlegla, który uznał go za wojownika indyjskiego (wówczas pod nazwą Spizaëtus cirrhatus). W późniejszych latach wojownika malajskiego (i jego podgatunki) połączono w jeden gatunek z wojownikiem indyjskim. Na współczesnych listach ptaków świata wojownik sundajski klasyfikowany jest jako osobny, monotypowy gatunek.
MorfologiaWojownik sundajski jest dużym ptakiem drapieżnym z jasnobiałym upierzeniem głowy i spodu oraz czekoladowo-brązowym grzbietem i wierzchem ogona. W locie wydaje się być całkowicie biały, z wyjątkiem pogrubionych ciemnych pasków na krawędziach skrzydeł i ogona. Długość ciała 60–80 cm (holotyp mierzył około 63 cm).
WystępowanieWystępuje na zalesionych nizinach i pogórzu Małych Wysp Sundajskich w Indonezji. Jest dla tego obszaru gatunkiem endemicznym, niezwykle rzadko widywanym. Występuje od poziomu morza do około 1700 m n.p.m.
StatusMiędzynarodowa Unia Ochrony Przyrody (IUCN) po raz pierwszy sklasyfikowała wojownika sundajskiego jako osobny gatunek w 2005 roku i nadała mu status EN (Endangered – gatunek zagrożony), od 2009 roku uznawała go za gatunek krytycznie zagrożony (CR, Critically Endangered), ale w 2024 roku przywróciła mu status gatunku zagrożonego. Liczebność populacji szacuje się na 320–1500 dorosłych osobników. BirdLife International ocenia trend liczebności jako lekko spadkowy ze względu na utratę siedlisk spowodowaną wylesianiem oraz prześladowanie przez ludzi.